# Adam Price
Adam Price (Carmarthen, 23 settembre 1968) è un politico gallese, leader del Plaid Cymru dal 2018 e deputato dell'Assemblea nazionale per il Galles dopo esserlo stato per la Camera dei comuni dal 2001 al 2010.

## Biografia
Price è figlio di un minatore di Carmarthen e ha frequentato la Amman Valley Comprehensive School ad Ammanford, nel Carmarthenshire. Ha studiato all'Università di Cardiff e ha conseguito una laurea in studi sulla comunità europea nel 1991.

## Carriera politica

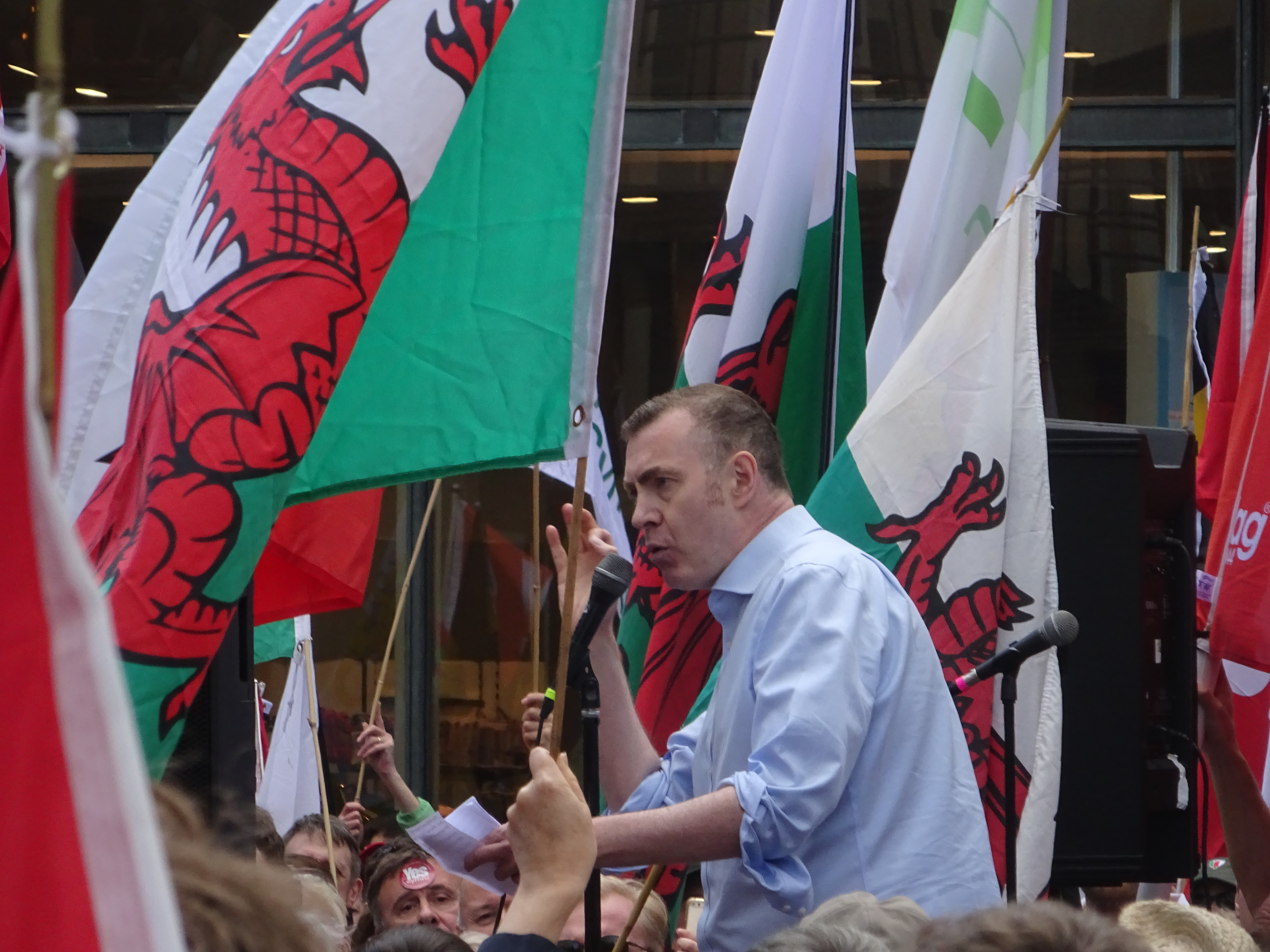
Adam Price alla Marcia per l'indipendenza del Galles organizzata da YesCymru e da AUOB Cymru, 11 maggio 2019

Price si è candidato senza successo per il collegio elettorale di Gower nelle elezioni generali del 1992. È stato eletto deputato per il collegio elettorale di Carmarthen East e Dinefwr nel 2001 e ha ricoperto la carica fino a quando non si è dimesso nel 2010.
Nel 2013 ha annunciato che sarebbe rientrato in politica e che intendeva candidarsi per l'Assemblea nazionale per il Galles nel 2016. Nelle elezioni per l'Assemblea nazionale per il Galles del 2016, ha ottenuto un mandato nella sua ex circoscrizione inferiore, Carmarthen East e Dinefwr.
Nel 2018, si è scontrato con il leader del partito Leanne Wood. In precedenza aveva espresso risentimento per Wood. Price ha prevalso nelle elezioni e si è posto con solo il 49,7% nel primo turno a maggioranza assoluta. Nel deflusso, Price ha ottenuto il 64% contro il suo sfidante Rhun ap Iorwerth. Wood è stata eliminata al primo turno.
Sotto la presidenza di Price, Plaid Cymru prese una posizione chiara a favore di un secondo referendum e rimanendo nell'Unione europea.

## Vita privata
Price è apertamente gay e il primo leader omosessuale di un grande partito politico britannico. È anche presente nella Rainbow List delle principali figure gallesi.

## Pubblicazioni
- Price, Adam (2010), Why Vote Plaid Cymru?, Biteback Limited, ISBN 978-1849540360
- Morgan, Kevin John, & Price, Adam, 2011, The Collective Entrepreneur: Social Enterprise and the Smart State, Community Housing Cymru and Charity Bank
- Price, Adam (2018), Wales – The First and Final Colony, Y Lolfa, ISBN 978-1784615925